# Adicción, Tradición, Revolución
Adicción, Tradición, Revolución – dziewiąty studyjny album zespołu Voodoo Glow Skulls. Album został wydany 2 listopada 2004 roku przez Victory Records. Utwór "Used to Love Her" jest coverem piosenki zespołu Guns N’ Roses.

## Utwory
1. Ghettoblaster
2. Adiccion, Tradicion, Revolucion
3. Mayhem And Murder
4. Smile Now, Cry Later
5. DD Don't Like Ska
6. Dia De Los Muertos
7. Eville
8. Cochino
9. Disaster
10. Musical Pollution
11. We Represent
12. Enter The Dragon
13. Bastard Music
14. Used To Love Her

## Autorzy
- Frank Casillas – wokal
- Eddie Casillas – gitara elektryczna
- Jorge Casillas – gitara basowa
- Jerry O’Neill – perkusja
- Brodie Johnson – trąbka
- Gabriel Dunn – trąbka
- James Hernandez – saksofon